# Konrad von Vechta
Konrad von Vechta (tschechisch Konrád z Vechty) (* um 1370 vermutlich in Bremen; † 24. Dezember 1431 auf Schloss Raudnitz) war Bischof und Elekt von Verden, Bischof von Olmütz, Administrator und Erzbischof von Prag sowie Münzmeister und Unterkämmerer von Böhmen.

## Herkunft und Werdegang
Konrad von Vechta entstammte vermutlich der gleichnamigen Bremer Ratsherrenfamilie. Er gehörte schon früh zu den Anhängern des böhmischen Königs Wenzel IV., auf dessen Empfehlung er zahlreiche Pfründen erhielt. 1395 versuchte der König jedoch vergeblich, Konrad den Regensburger Bischofsstuhl zu verschaffen.

### Bischof von Verden
Auf Veranlassung König Wenzels IV. berief Papst Bonifaz IX. Konrad von Vechta 1400 zum Bischof von Verden. Während seiner kurzen Amtszeit versuchte Konrad, den Bischofssitz von Verden nach Lüneburg zu verlegen. Nachdem König Wenzel ein halbes Jahr später im Reich abgesetzt wurde, verlor Konrad von Vechta seinen Schutzherren. Am 25. September 1402 bestätigte der Papst den zuvor abgesetzten Konrad von Soltau erneut zum Bischof von Verden. Trotzdem führte Konrad von Vechta bis 1407 den Titel eines Elekten von Verden.

### Königliche Ämter
Nachdem Konrad sein Verdener Bischofsamt 1402 verloren hatte, wurde er, da er als Finanzexperte galt, königlicher Münzmeister in Böhmen. 1405–1412 bekleidete er das Amt des Unterkämmerers und war 1405–1406 und 1411–1413 Mitglied des königlichen Rates und damit faktisch Mitregent. Seit 1410 war er auch Propst von Mělník und damit gleichzeitig Domherr von Prag.

### Bischof von Olmütz
Im Juni 1408 wurde Konrad von Vechta durch König Wenzel IV. zum Bischof von Olmütz vorgeschlagen. Schon im selben Jahr verlieh er in Kremsier Lehen aus dem Olmützer Sprengel. Obwohl über seine Priester- oder Bischofsweihe nichts bekannt ist, trug er seit dem 20. Februar 1409 den Bischofstitel. Da er weiterhin das Amt des Unterkämmerers ausübte, hielt er sich in Olmütz nur selten auf, blieb jedoch bis 1413 dortiger Bischof.

### Erzbischof von Prag

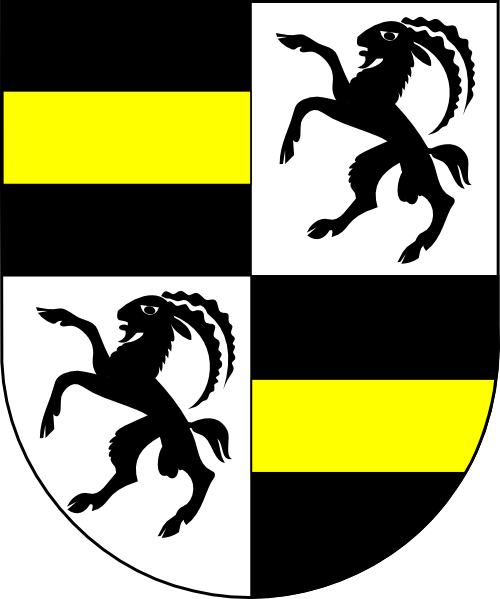
Wappen Konrad von Vechta, Erzbischof von Prag (1413–1421)

Nach der Resignation des Prager Erzbischofs Sigismund Albík von Uničov 1412 wurde Konrad von Vechta auf Wunsch Wenzels IV. zum Administrator der Diözese Prag bestellt. Gleichzeitig verzichtete er auf das Amt des Unterkämmerers. Am 20. Februar 1413 wurde er vom Gegenpapst Johannes XXIII. zum Prager Erzbischof ernannt. Das Amt des Propstes von Mělník und das Prager Kanonikat trat er an seinen Bruder Konstantin ab, der Domherr von Bremen war.
Obwohl vermutet wird, dass Konrad von Vechta erst 1416 die Weihen empfing, übte er das Prager Bischofsamt energisch und tatkräftig aus. Als Generalvikar und Offizial bestätigte er Wenzel von Kuřím. Konrad veranstaltete mehrere Diözesansynoden. Außerdem versuchte er die Verwaltung zu reformieren und durch den Verkauf von Gütern die schwierige wirtschaftliche Lage des Bistums zu verbessern.
In seine Amtszeit fiel der Beginn der Hussitenbewegung, in der sich Konrad zunächst um einen Ausgleich bemühte. Obwohl er nicht am Konzil von Konstanz teilnahm, veröffentlichte er 1417 dennoch die antihussitischen Dekrete und achtete auf ihre Einhaltung und Durchführung. Als Kanzler der Prager Universität verbot er die Magisterprüfungen an der Artistenfakultät, an der die Anhänger von Jan Hus die Mehrheit bildeten. Zudem verbot er die Kelchkommunion und schränkte die Priesterweihen ein, um so die Zahl der utraquistischen Priester zu begrenzen.
Am 28. Juli 1420 krönte Konrad von Vechta Sigismund von Luxemburg in Prag zum König von Böhmen. Nach dessen militärischer Niederlage wandte sich Konrad den Utraquisten zu. Am 21. April 1421 verlas er öffentlich die Vier Prager Artikel, die später das Basler Konzil als sogenannte Kompaktaten bestätigte. Das Prager Domkapitel und Konrads Beamte blieben jedoch auf der katholischen Seite.
Im Juli 1421 nahm Konrad am ersten Landtag von Čáslav teil, wo er die Lehren der Hussiten vertrat. Im selben Jahr veranstaltete er eine Generalsynode, auf der allerdings nur die utraquistische Partei teilnahm und aus der sich später das utraquistische Konsistorium entwickelte. 1424 berief er eine Priestersynode ein und versuchte im Jahr darauf, die katholischen gottesdienstlichen Bräuche bei den Utraquisten wieder einzuführen. Nachdem ihm dieses nicht gelungen war, zog er sich auf die bischöfliche Burg Roudnice zurück. 1425 wurde er durch die Kurie seiner Ämter enthoben und durch Papst Martin V. mit dem höchsten Bann belegt. Seine letzte bekannte Maßnahme war 1430 die Wiederzulassung der Magisterprüfungen an der Prager Universität. Er starb am 25. Dezember 1431 auf Schloss Raudnitz. Sein Bestattungsort ist nicht bekannt.